# Helicoconis premnata
Helicoconis premnata är en insektsart som beskrevs av Rausch et al. 1981. Helicoconis premnata ingår i släktet Helicoconis och familjen vaxsländor. Inga underarter finns listade i Catalogue of Life.